# Мирный договор между Эфиопией и Эритреей
Ми́рный догово́р ме́жду Эфио́пией и Эритре́ей — договор, подписанный на саммите в Асмэре 9 июля 2018 года. Договор положил конец войне между Эфиопией и Эритреей, начавшейся 20 лет назад. Хотя боевые действия между Эфиопией и Эритреей завершились в 2000 году, из-за территориальных разногласий государства оставались в состоянии военного конфликта.
Договор подписали премьер Эфиопии Абий Ахмед Али и президент Эритреи Исайяс Афеворки.
Ранее лидеры Эфиопии и Эритреи договорились о восстановлении дипломатических отношений между странами. Министр информации Эритреи заявил, что подписание декларации означает окончание состояния войны между двумя странами, и страны договорились о сотрудничестве в сфере политики, экономики, культуры и безопасности.
Абий Ахмед Али за подписание мирного соглашения стал лауреатом Нобелевской премии мира в 2019 году.